# Mehmed IV Giray
Mehmed IV Giray, född 1610, död 1674, var Krimkhanatets khan mellan 1641 och 1644 samt mellan 1654 och 1666. 